# Paramysis helleri
Paramysis helleri är en kräftdjursart som först beskrevs av Georg Ossian Sars 1877.  Paramysis helleri ingår i släktet Paramysis och familjen Mysidae. Inga underarter finns listade i Catalogue of Life.